# ووسه (گاونگو)

ووسه شهری در شهرستان گاونگو در استان بازگا در بورکینافاسوی مرکزی است و جمعیت آن ۲۷۲۲ نفر است.